# St. Markus (Beringhausen)
Die katholische Pfarrkirche St. Markus ist ein Kirchengebäude in Beringhausen, einem Ortsteil der Stadt Marsberg im Hochsauerlandkreis (Nordrhein-Westfalen). Teile der Kirchenausstattung stehen unter Denkmalschutz.

## Alte Kirche

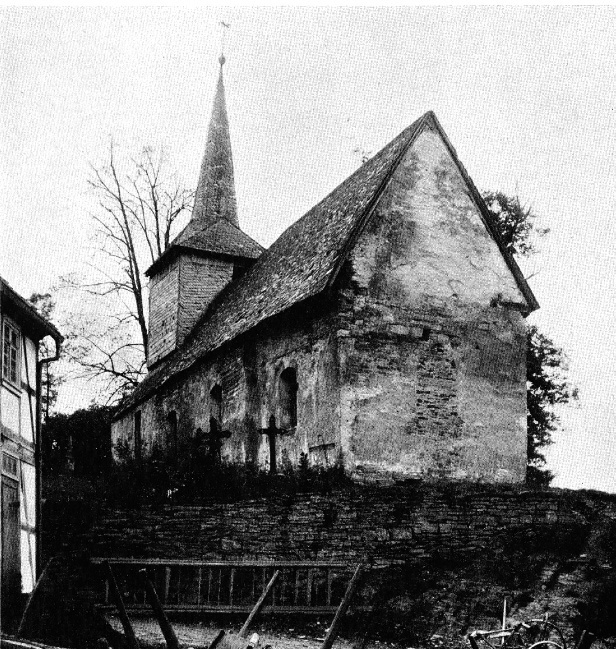
Foto der alten Kirche von 1913

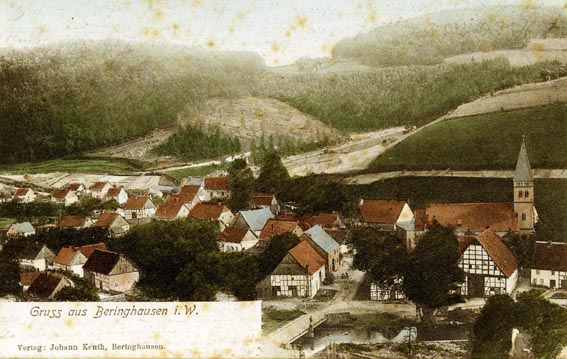
Beringhausen mit der alten Kirche um 1900

Die alte Kirche wurde im 13. Jahrhundert gebaut und 1922 abgerissen. Sie ist in Zeichnungen und Fotografien erhalten. Das Gebäude lag am Südhang des Hoppecketals und wurde von einem von Bruchsteinmauern begrenzten Kirchhof umgeben. Überreste der Kirche sind nicht mehr erkennbar. Der romanische Bau war einschiffig mit zwei Jochen. Der schmalere Chor war fast quadratisch. Zwischen kantigen Gurt- und Schildbögen waren Bruchstein-Kreuzgewölbe eingezogen. In barocker Zeit wurde vor den gewölbten Teil eine Erweiterung mit schwächeren Wänden und einer Holzdecke mit Rabitzgewölbe gebaut. Etwa zur gleichen Zeit wurde eine Empore errichtet. Die Kirche war in einen Hang hineingebaut. Man gelangte durch den rundbogigen Haupteingang auf der Nordseite über einige Stufen in das Kircheninnere. Der niedrige Chor war um sechs Stufen, die so breit waren wie das Mitteljoch, erhöht. Über eine Freitreppe auf dem höher gelegenen Friedhof war durch eine Tür in der Südwand die Männerempore zu erreichen. Ein mächtiger Dachreiter in verschiefertem Fachwerk war auf die Westseite aufgesetzt. Er war nahezu quadratisch, wobei sein Helm als achteckige Spitze auslief. Zur Dorfseite hin war er durch vier Schallöffnungen gegliedert. Das Dach war ebenfalls mit Schiefer gedeckt. Die im Ursprung kleinen romanischen Fenster wurden in barocker Zeit vergrößert und mit Segmentbögen überdeckt. In der Ostwand des Chores war die Vermauerung eines gotischen Fensters zu erkennen. 

### Ausstattung der alten Kirche

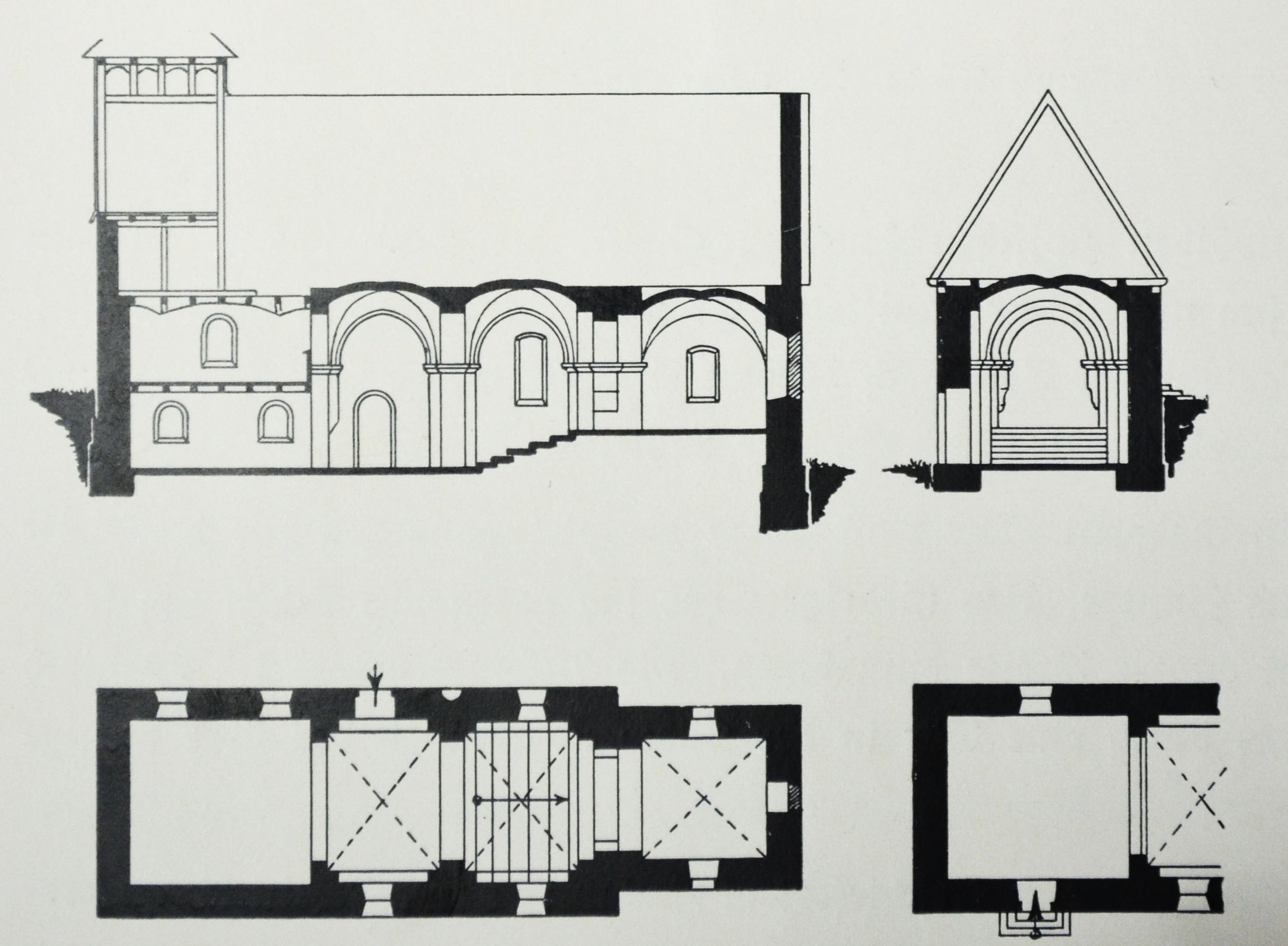
Grundrisse und Schnitte der alten Kirche

Nach der Aufzeichnung eines Dechanten Caspari waren früher noch folgende Gegenstände vorhanden:
- Zwei Glocken, die größere hat einen Durchmesser von 79,5 cm. Sie trägt eine Umschrift in gotischen Minuskeln: st. joannes heit ick, doner vnde hagel breke ich. Jhesus. Anno dni 1483. Die andere Glocke hat einen Durchmesser von 77 cm und trägt in gleichen Buchstaben die Umschrift: St. Maria sy ick genant, my geloit sy gode bekant. Jhesus. 1483. Die Glocken wurden vermutlich eingeschmolzen.
- Eine gusseiserne Grabplatte für den 1686 gestorbenen Pfarrer Ortmann. Die Platte war im Chor über seinem Grab angebracht und trug die Inschrift: VNVS ES, O IESV, FACIENS, NOS ESSE BEATOS. PER TE MIRA QVIES, NON ALIVNDE VENIT (1686). EX TE ERGO QVIES; O JESV, AETERNA JOANNI CONRADO ORTMANN, PASTORI INTUS SEPULTO. Die Grabplatte wurde vermutlich ebenso wie die Glocken eingeschmolzen.

## Neue Kirche

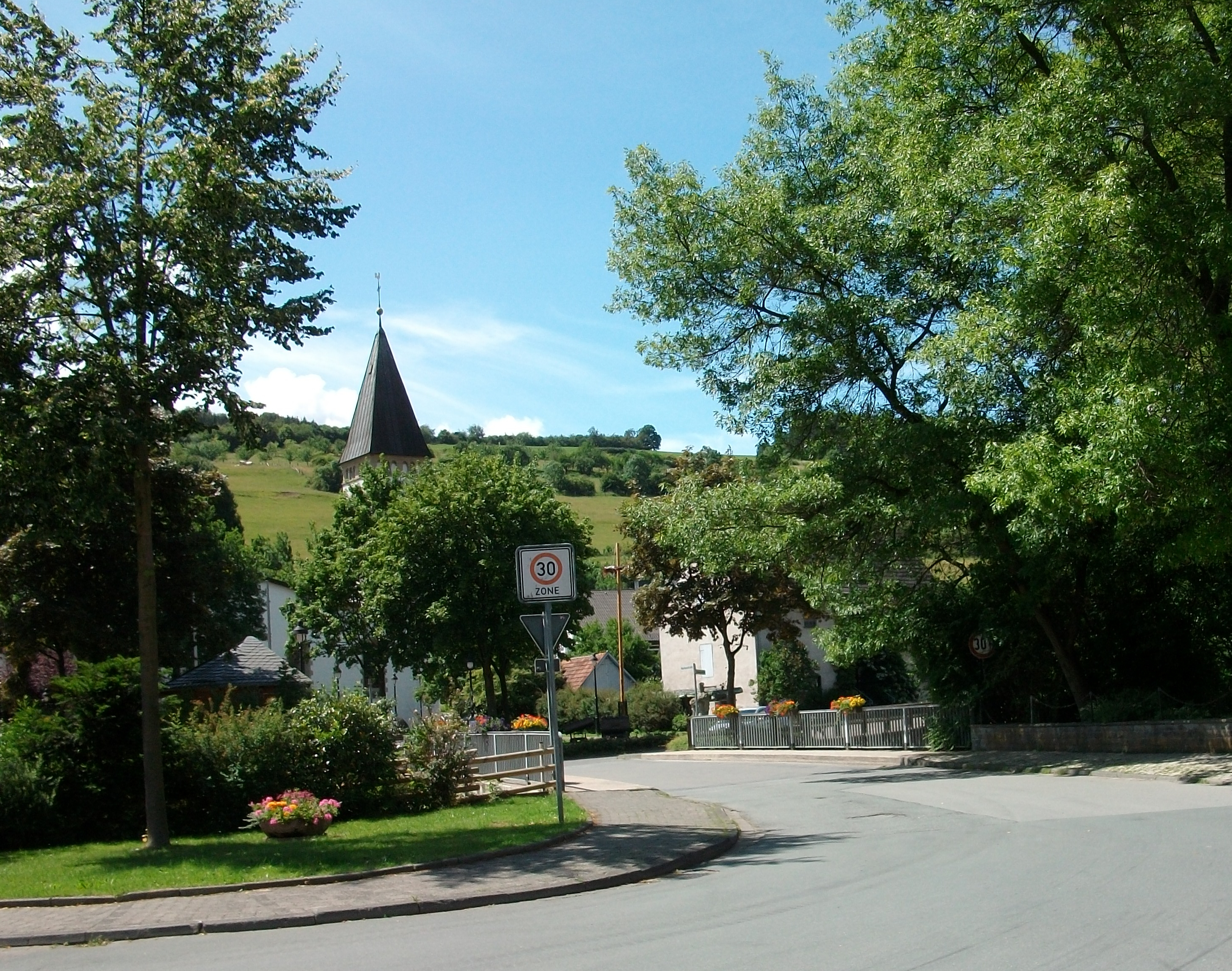
Beringhausen mit der neuen Kirche

Die neue Kirche wurde von 1886 bis 1887 in romanisierender Form errichtet. Die dreischiffige Hallenkirche mit einem quadratischen Westturm ist mit einer halbrunden Apsis ausgestattet. Der Bruchsteinbau wurde verputzt. Das geschmiedete Kreuz auf dem Turm stammt ursprünglich von der Klosterkirche in Bredelar. Die alte Wetterfahne auf der angebauten Sakristei zeigt das Wappen von Brilon. Die Herkunft ist unbekannt. Auf dem Chordach wurde ein altes schmiedeeisernes, reich geschmücktes Kreuz aufgestellt.

### Ausstattung der neuen Kirche
- Der Taufstein aus Sandstein, in Kelchform, stammt aus dem 17. Jahrhundert. Der Sockel hat die Form eines achtseitigen, gotischen Kapellchens. Die Maßwerkfenster sind durchbrochen und die Wimperge sind 33 cm hoch. Der Deckel wurde aus Holz gefertigt. Der Taufstein ist mit Deckel 138 cm hoch.
- Das Vortragekreuz aus Weichholz ist vom 16. Jahrhundert. Der Korpus ist 48 cm lang, die Armspanne beträgt ebenfalls 48 cm.
- Die geschnitzte Darstellung der unbefleckten Empfängnis vom Anfang des 18. Jahrhunderts zeigt Maria im wallenden Mantel, den sie vor der Brust zusammenhält. Die 60 cm hohe Figur steht auf einer 30 cm hohen Kugel mit Schlange und Halbmond. Unter der Kugel sieht man drei geflügelte Engelsköpfe. Die Figur hat angeblich im Triumphbogen der alten Kirche gehangen.
- Die hl. Veronika mit dem Schweißtuch Christi und der hl. Antonius von Padua sind derbe Bauernplastiken aus dem ausgehenden 18. Jahrhundert.[1]